# Yasna Provoste
Yasna Provoste Campillay (Vallenar, 16 de diciembre de 1969) es una profesora de educación física y política democratacristiana chilena de ascendencia diaguita. Fue la candidata de la coalición de centroizquierda Nuevo Pacto Social a la elección presidencial de noviembre de 2021. Durante el gobierno del presidente Ricardo Lagos, se desempeñó como gobernadora de la provincia de Huasco, entre 1997 y 2001; intendenta de la Región de Atacama, entre 2001 y 2004; y ministra de Planificación entre 2004 y 2006. En la primera administración de Michelle Bachelet, fue ministra de Educación desde 2006 hasta 2008.
En 2008, tras el fraude que cometió la funcionaria Franka Grez por 310 millones de pesos chilenos, la entonces ministra Provoste fue cuestionada por parlamentarios de la centroderechista oposición Alianza de no haber estado al tanto de una omisión presuntamente deliberada; ante ello también la buscaron culpabilizar de la desaparición de US$ 600 millones. Así, el Senado de Chile —por veinte votos a favor y dieciocho en contra— la declaró culpable de la pérdida del dinero dentro del aquel llamado caso Subvenciones, por lo que fue destituida e inhabilitada para ejercer cargos públicos por cinco años. De igual manera, separadamente la Contraloría General de la República ha ratificado la potencial responsabilidad de Provoste en el Caso Subvenciones.
Una vez cumplida la sanción, se presentó como candidata en las elecciones parlamentarias de 2013. Resultó elegida como diputada por el entonces distrito n.º 6, que incluía las comunas de Alto del Carmen, Caldera, Freirina, Huasco, Tierra Amarilla y Vallenar, para el período legislativo entre 2014 y 2018. Desde el 11 de marzo de 2018, es senadora por la 4.ª Circunscripción, Región de Atacama, por el periodo 2018-2026. El 17 de marzo de 2021, fue elegida presidenta del Senado, ejerciendo hasta el 24 de agosto de ese año.

## Biografía

### Primeros años y familia
Nació en Vallenar el 16 de diciembre de 1969, hija de Carlos Provoste Arcos y de Nelly de los Santos Campillay Álvarez, ambos microempresarios de buses.
Se casó el 27 de febrero de 1993 con Mauricio Andrés Alberto Olagnier Tijero, con quien es madre de Sebastián y Dominique. Su marido también es profesor de educación física y fue encargado del Departamento de Logística de la Junta Nacional de Auxilio Escolar y Becas (Junaeb), durante el periodo en que Provoste ejercía como ministra.

### Estudios
Realizó su enseñanza básica y media en la Escuela N.º 2 de Vallenar y en el Liceo Santa Marta de la misma comuna. Entre 1987 y 1991, continuó estudios superiores en la Universidad de Playa Ancha de Ciencias de la Educación (UPLA) de Valparaíso, y se tituló de profesora de Estado en educación física con la tesis Estudio exploratorio del desarrollo de las capacidades motoras medidas a través del test MOT 4-6 de Zimmer y Volkamer en escolares de primer año básico pertenecientes al plan 900 de la comuna de Valparaíso, después completó un programa de magíster en administración educacional en la misma casa de estudios, del cual egresó en 2009. Su tesis cursó sobre Análisis textual y multidimensional del significado de la adolescencia desde las perspectiva de alumnos, docentes y padres. Luego realizó un diplomado en la Pontificia Universidad Javeriana de Colombia sobre descentralización y gobiernos locales.
Durante su paso por la universidad asumió, por dos periodos consecutivos, la presidencia del Centro de Alumnos y se desempeñó como miembro de la mesa de la Federación de Estudiantes de la Universidad de Playa Ancha (FEUPLA), en calidad de presidenta. Ocupó también la vicepresidencia nacional de la Red de Estudiantes de Educación Física.

#### Deportista
Su especialidad era la gimnasia artística. Empezó a los cuatro años. La descubrió el profesor de básquetbol de sus hermanos mayores, que la vio practicar a la orilla de la cancha. "A la semana conversó con mis papás y les dijo que yo tenía muchas condiciones y que le gustaría que me matricularan en la escuela", contó en 2008 en una entrevista a La Tercera.
Llegó a ser una de las 10 preseleccionadas en los Juegos Panamericanos de Caracas en 1983.
A los siete años fue campeona nacional de gimnasia tras lo cual partió sola a Santiago al Internado Nacional Femenino, becada por la Escuela de Talentos del ex Físico de la Universidad de Chile. De vuelta en Vallenar pasó al atletismo, siendo campeona de pentatlón (vallas, salto largo y alto, bala y 800 metros planos).

### Vida personal
Es católica y cuasimodista. También es admiradora de Radomiro Tomic –entre sus frases favoritas cita “cuando se pacta con la derecha, la derecha es la que gana” y la “unidad social y política del pueblo”– se sumó a la disidencia al exlíder DC Ignacio Walker en 2012.
Es hija ilustre de las comunas de Huasco, Vallenar y Caldera, recibió igual distinción de la región de Atacama en 2006, y en 2014 recibió la distinción "Mujer Indígena", por parte de la Corporación Nacional de Desarrollo Indígena (CONADI).

## Carrera política
Desde los catorce años es militante del Partido Demócrata Cristiano (PDC).

### Gobiernos de Frei y Lagos
Durante el gobierno del presidente Eduardo Frei Ruiz-Tagle fue directora regional del Servicio Nacional de la Mujer (1996-1997) de Atacama. Luego, a los veintiocho años, fue nombrada gobernadora de la Provincia de Huasco, cargo que mantuvo hasta el 11 de marzo de 2000. El presidente entrante, Ricardo Lagos, la designa nuevamente gobernadora de Huasco hasta el año 2001.
En diciembre de ese año, Lagos la nombra como intendenta de la Región de Atacama, funcionando hasta el 30 de septiembre de 2004.
El 1 de octubre de 2004 es llamada a integrarse al gabinete de Ricardo Lagos como ministra de Planificación y Cooperación, el que pasó a denominarse Ministerio de Planificación (Mideplan) en virtud de la Ley N.° 19.999, publicada el 10 de febrero de 2005. Permaneció en el cargo hasta el 11 de marzo de 2006.

### Gobierno de Bachelet
En marzo de 2006 fue nombrada directora ejecutiva nacional de Fundación Integra, función que desempeñó hasta julio de ese año, cuando fue nombrada ministra de Educación por Bachelet, en reemplazo de Martín Zilic, luego del estallido de una serie de protestas estudiantiles en el país. Precisamente su primera tarea como ministra consistiría en poner fin a esas movilizaciones mediante la negociación con los estudiantes. Su gestión empujó el reemplazo de la Ley Orgánica Constitucional de Enseñanza (LOCE), demandada por los escolares.

#### Acusación constitucional y destitución

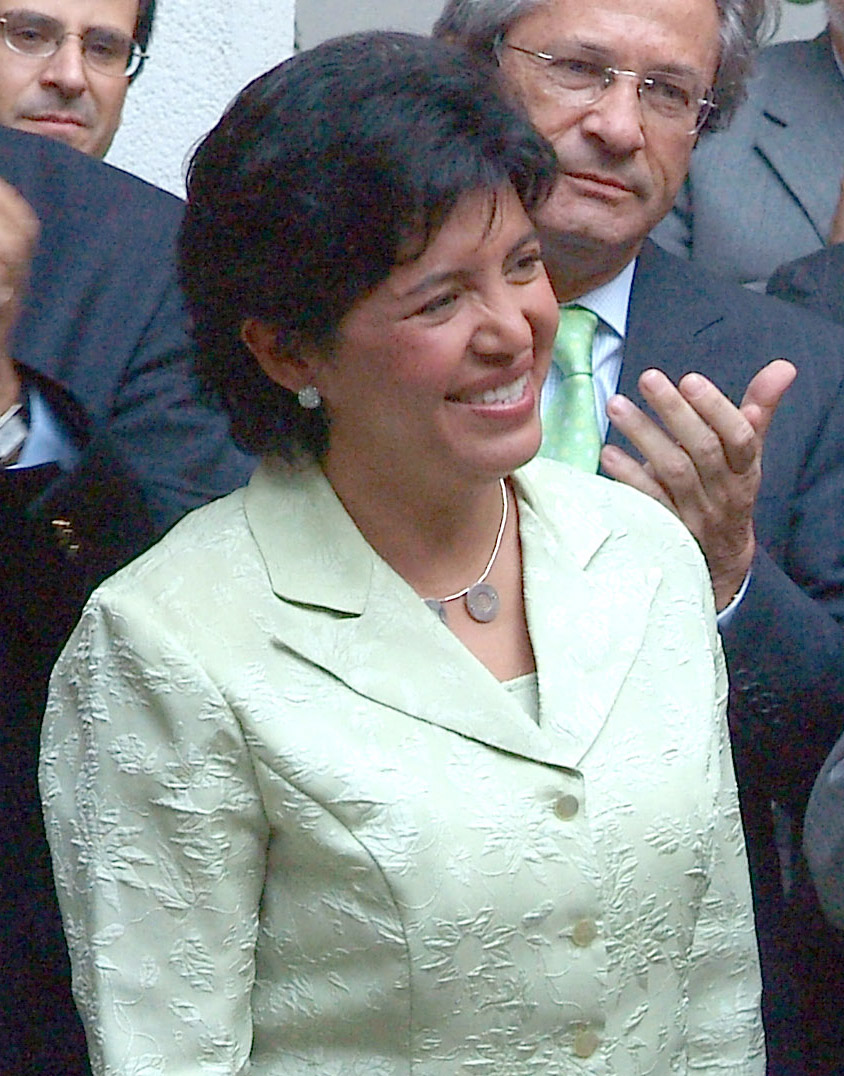
Provoste como ministra de Educación en 2008.

En marzo de 2008 fue acusada de negligencia debido a ciertas irregularidades en el pago de subvenciones escolares que fueron descubiertas por la Contraloría General de la República dentro del Ministerio de Educación. Los fondos involucrados en este ítem ascendían en su totalidad a unos 600 millones de dólares (262 mil millones de pesos chilenos), destinados a subvenciones escolares a colegios públicos y particulares subvencionados.
A raíz de esto, Provoste debió enfrentar una acusación constitucional en el Congreso. El 3 de abril de 2008 la Cámara de Diputados, por 59 votos a favor, 55 en contra y 2 abstenciones, declaró procedente la acusación en su contra, quedando por tanto suspendida de su cargo hasta que el Senado resolviera en definitiva dicha acusación. Ante esta situación, se designó a René Cortázar como ministro de Educación subrogante.
La acusación fue resuelta el 16 de abril de 2008, día en que tras una sesión especial que se extendió por más de ocho horas, el Senado la consideró culpable de uno de los cinco capítulos que involucraba, por 20 votos contra 18. Desde ese momento quedó destituida del cargo de ministra de Educación e inhabilitada para ejercer cargos públicos hasta 2013 (la inhabilitacion de ejercer cargos públicos es de 5 años), siendo la primera ministra de Estado destituida desde el retorno a la democracia en 1990.
El 15 de octubre de 2008 interpuso una denuncia en contra del Estado de Chile ante la Comisión Interamericana de Derechos Humanos pues se la destituyó «por faltas que no cometió», no contó con un «debido proceso» y no habría sido sometida a un juicio justo por parte del Senado. La demanda fue resuelta por la Comisión Interamericana de Derechos Humanos, fallando a su favor, solicitando una solución amistosa entre las partes.
Separadamente, la Contraloría General de la República ha ratificado la potencial responsabilidad de Provoste en el caso, desmintiendo dichos en contrario emitidos por ella durante 2021.

### Vida política tras destitución
Tras su imposibilidad para ejercer cargos públicos, la vicepresidenta del Partido Demócrata Cristiano, Ximena Rincón, le ofreció a Provoste asumir como secretaria ejecutiva de la Concertación, la cual aceptó.
En esta labor, tuvo acceso a las reuniones de los presidentes de los partidos del conglomerado político y a las citas de éstos con los ministros del comité político de La Moneda, lo que le permitió seguir presente en los medios.
Luego se trasladó a vivir a Canadá por un periodo de tiempo, donde trabajó en el Programa de Cooperación para la Formación Técnico Profesional de la Association of Canadian Community Colleges (ACCC). En su regreso a Chile, a fines de 2010, fue elegida presidenta de su partido en la región de Atacama.

### Regreso como diputada
A mediados de 2013 logró conseguir la nominación de su tienda política como candidata a diputada por el distrito n.º 6 para las elecciones parlamentarias de ese año. En dichos comicios fue elegida con el 43,86% (correspondientes a 16.694 sufragios válidamente emitidos), la primera mayoría distrital, lo cual hizo posible el doblaje para la Nueva Mayoría junto al radicalsocialdemócrata Alberto Robles.
Asumió como diputada el 11 de marzo de 2014. En julio de ese mismo año alcanzó la primera mayoría en la elección del consejo nacional de su partido.
Fue integrante de las comisiones permanentes de Educación; Minería y Energía; Recursos Hídricos y Desertificación (presidente desde marzo de 2015); y de Ética y Transparencia.
Además, fue miembro de la Comisión Investigadora sobre irregularidades cometidas en perjuicio de la Empresa Nacional de Minería (Enami).

### Senadora
En noviembre de 2017 fue electa como senadora, por la 4.ª Circunscripción, Región de Atacama, en representación del PDC, dentro del pacto Convergencia Democrática, por el periodo 2018-2026. Obtuvo 32.598 votos, equivalentes al 34,25% de los sufragios válidamente emitidos.
Desde el 21 de marzo de 2018, integra las comisiones permanentes de: Minería y Energía; y de Educación y Cultura, las que preside a contar de esa fecha hasta el 10 de abril de 2019 y el 20 de marzo, respectivamente.
A partir del 21 de marzo de 2018, integra la Comisión Especial sobre Recursos Hídricos, Desertificación y Sequía, la que preside a contar del 14 de mayo de 2020. Desde el 12 de septiembre de 2018, integra la Comisión Especial Encargada de conocer iniciativas y tramitar proyectos de ley relacionados con la mujer y la igualdad de género.
El 17 de marzo de 2021 fue elegida para asumir la presidencia del Senado, siendo la tercera mujer en asumir dicha labor, tras Isabel Allende Bussi, en 2014 y, Adriana Muñoz D'Albora, en 2020. Así mismo, fue la primera mujer de origen indígena en ejercer dicha función. Dejó el cargo el 24 de agosto de 2021, luego de resultar ganadora en la consulta ciudadana de Unidad Constituyente. Su mesa directiva la integró el senador Jorge Pizarro como vicepresidente de la corporación.
Durante su mandato, fue autora del llamado "Proyecto de Indulto" cuyo objeto es indultar a personas aprehendidas en el marco de las manifestaciones ocurridas en Chile el 18 de octubre de 2019, incluyendo aquellos debidamente condenados por graves delitos tales como robo con intimidación, incendio y homicidio frustrado.

### Candidata presidencial 2021
El 23 de julio de 2021, en un acto en la Plaza de Armas de Vallenar, Región de Atacama, comunicó su aceptación para asumir una candidatura a la presidencia de la República en representación de la Democracia Cristiana, y competir en la Consulta Ciudadana del 21 de agosto del mismo año, para ser la abanderada del pacto Unidad Constituyente (UC) en la elección presidencial del 21 de noviembre de ese año.
En la consulta ciudadana de Unidad Constituyente, obtuvo el 60.80% de los sufragios, transformándose en la candidata del pacto para las presidenciales. Inscribió su candidatura el 23 de agosto del mismo año, con el apoyo de UC, renombrada como «Nuevo Pacto Social», conglomerado formado por el Partido Demócrata Cristiano (PDC), el Partido Socialista (PS), el Partido por la Democracia (PPD), el Partido Radical (PR), el Partido Liberal (PL) y Ciudadanos.

## Historial electoral

### Elecciones parlamentarias de 2013
- Elecciones parlamentarias de 2013, candidata a diputada por el distrito 6, Alto del Carmen, Caldera, Freirina, Huasco, Tierra Amarilla y Vallenar[45]

### Elecciones parlamentarias de 2017
- Elecciones parlamentarias de 2017, candidata a senadora por la 4° Circunscripción, Región de Atacama (Alto del Carmen, Caldera, Chañaral, Copiapó, Diego de Almagro, Freirina, Huasco, Tierra Amarilla, Vallenar)[46]

### Consulta ciudadana de Unidad Constituyente de 2021
- Consulta ciudadana de Unidad Constituyente de 2021, para nominar al candidato presidencial para las elecciones presidenciales de 2021.[47]

### Elecciones presidenciales de 2021
- Elecciones presidenciales de 2021, para la Presidencia de la República, primera vuelta

* Datos con 46 885 mesas escrutadas de un total de 46 887, correspondientes al 99.99 %.